# 凯尔彭
凯尔彭（德語：Kerpen，發音：[ˈkɛʁpm̩] ⓘ）是德国北莱茵-威斯特法伦州科隆行政区莱茵-埃尔夫特县的城市，面积113.96平方千米，2023年12月31日人口为67,627人。